# レイモンド (ニューハンプシャー州)
レイモンド （英: Raymond）は、アメリカ合衆国ニューハンプシャー州ロッキンガム郡の町である。人口は1万0684人（2020年）。町の中心にあるビレッジは国勢調査指定地域である。ランプレー川に沿い、ニューハンプシャー州道27号線が近い。町内北部にポータッカウェイ州立公園がある。

## 歴史
レイモンドとなった地域は、チェスターの教区としてエクセターから家族単位の入植があったのが始まりであり、イギリス海軍のマストになる背の高い松の木を保存する通常の義務を免除されていたので「フリータウン」と呼ばれた。ニューハンプシャー植民地総督のベニング・ウェントワースが1764年に町として法人化した。
町の名前については少なくとも2つの説がある。初めにあった説は1875年に出版されたジョセフ・フロントンの『レイモンドの歴史』に述べられているものであり。「新しくかつ古典的なもの」として選ばれたとしている。フロントンは「フリータウン」の最初の名前が「船舶用製材業から出てきた」ものであり、国王が最良の樹木を主張していたと述べている。地元では別の説を持っており、樹木が「ここでは成功しており、だれも困らなかったので、フリータウンと呼んだ」というものである。フロントンは、1764年に法人化して、名称をフリータウンからレイモンドに変えたのは、「新しくかつ古典的なものを採用した。常に1つの道に進むようにはさせられない心があるが、思考も前進もできることを示す」と言っている。レイモンドという言葉は「光沢があり、輝く世界を意味する」と言っている。
2つ目の説では、マサチューセッツのビバリーから来たウィリアム・レイメントあるいはレイモンドから来ているとしている。レイモンドは1690年にカナダと戦う戦争で1個中隊を立ち上げていた。マサチューセッツ植民地議会は1735年に、レイモンド大尉とその中隊に、その兵役に対する報酬としてビバリー・カナダ（現在のウィア）と呼ぶ町を払い下げたが、1741年にニューハンプシャーがマサチューセッツから分離した後に、その裁定は無効だとされた。1767年、それら退役兵の承継者達が代償としてメイン州内に土地を与えられた。その地は当初レイモンドタウン・プランテーションと呼ばれ、現在はメイン州レイモンドとカスコの各町、およびネイプルズの一部になっている。
1906年、アンドリュー・カーネギーがレイモンドでのカーネギー図書館建設に2,000ドルを出し、1908年、コモンを見下ろす位置にダドリー・タッカー図書館がオープンした。
1861年、コンコード・ポーツマス鉄道がマンチェスターから ポーツマスまで開通し、レイモンドを通った。この線は後にボストン・アンド・メイン鉄道のポーツマス支線となった。鉄度は1982年に廃線となり、現在はレイルトレイルに転換されている。修復された駅が現在はレイモンド歴史協会として利用されている。

## 地理
アメリカ合衆国国勢調査局に拠れば、町域全面積は29.6平方マイル (77 km2)であり、このうち陸地28.8平方マイル (75 km2)、水域は0.8平方マイル (2.1 km2)で水域率は2.67%である。町内はランプレー川が流れている、町内最高地点は標高625フィート (191 m) のダンプリングタウンヒルであり、町の西側境界近くにある。
レイモンドの中央にある国勢調査指定地域は全面積は4.8平方マイル (12 km2)であり、このうち陸地4.6平方マイル (12 km2)、水域は0.1平方マイル (0.26 km2)で水域率は2.94%である。
町内をニューハンプシャー州道27号線、同101号線、同102号線、同107号線が通っている。北はディアフィールドとノッティンガムの各町、東はエッピングとフレモントの各町、南はチェスター町、西はカンディア町と接している。

## 人口動態

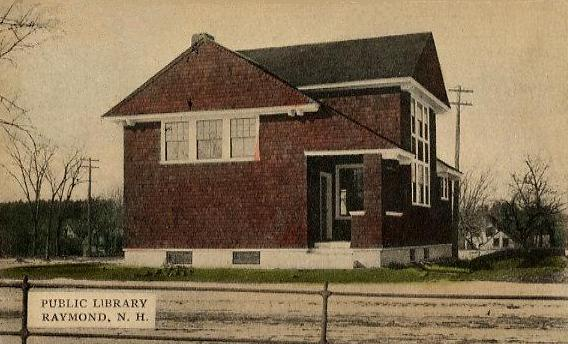
ダドリー・タッカー図書館、1908年開館

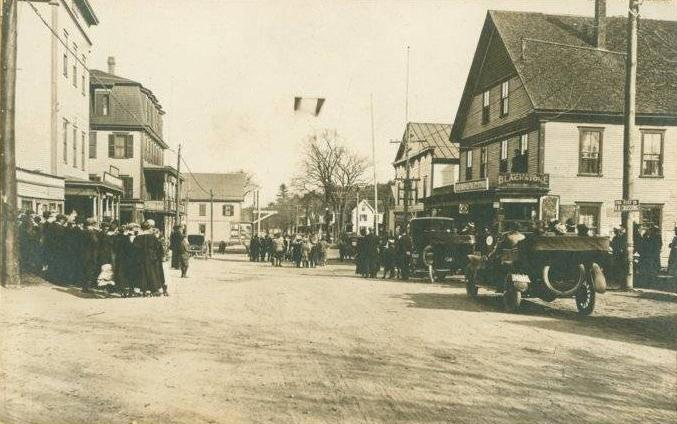
メインストリート、1918年頃

以下は2000年国勢調査による人口統計データである。
| 基礎データ - 人口: 9,674 人 - 世帯数: 3,493 世帯 - 家族数: 2,567 家族 - 人口密度: 129.8人/km2（336.1 人/mi2） - 住居数: 3,710 軒 - 住居密度: 49.8軒/km2（128.9 軒/mi2） 人種別人口構成 - 白人: 97.79% - アフリカン・アメリカン: 0.56% - ネイティブ・アメリカン: 0.24% - アジア人: 0.19% - 太平洋諸島系: 0.05% - その他の人種: 0.26% - 混血: 0.92% - ヒスパニック・ラテン系: 0.79% 年齢別人口構成 - 18歳未満: 29.2% - 18-24歳: 7.6% - 25-44歳: 35.3% - 45-64歳: 21.1% - 65歳以上: 6.9% - 年齢の中央値: 34歳 - 性比（女性100人あたり男性の人口） - 総人口: 100.2 - 18歳以上: 98.9 | 世帯と家族（対世帯数） - 18歳未満の子供がいる: 39.6% - 結婚・同居している夫婦: 59.1% - 未婚・離婚・死別女性が世帯主: 9.5% - 非家族世帯: 26.5% - 単身世帯: 19.0% - 65歳以上の老人1人暮らし: 5.9% - 平均構成人数 - 世帯: 2.77人 - 家族: 3.18人 収入と家計 - 収入の中央値 - 世帯: 48,829米ドル - 家族: 50,889米ドル - 性別 - 男性: 35,493米ドル - 女性: 26,778米ドル - 人口1人あたり収入: 18,430米ドル - 貧困線以下 - 対人口: 6.0% - 対家族数: 5.3% - 18歳未満: 7.8% - 65歳以上: 15.8% |

### 国勢調査指定地域

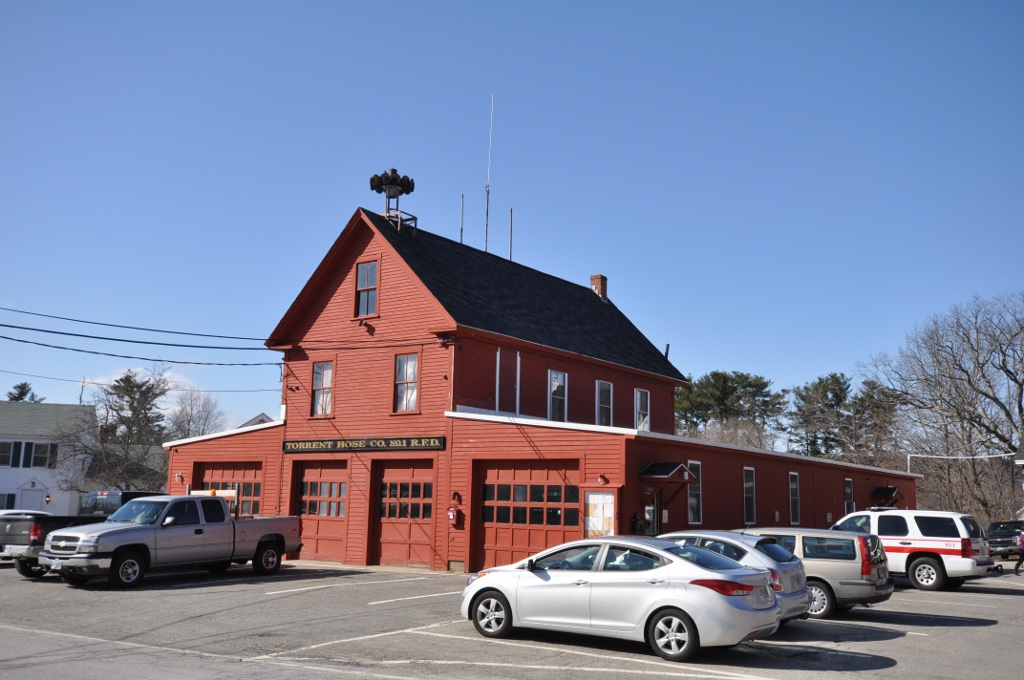
トレント・ホーズ消防団

以下は、レイモンドの都心部、国勢調査指定地域の2000年国勢調査による人口統計データである。
| 基礎データ - 人口: 2,839 人 - 世帯数: 1,116 世帯 - 家族数: 738 家族 - 人口密度: 237.3人/km2（614.9 人/mi2） - 住居数: 1,167 軒 - 住居密度: 97.5軒/km2（252.8 軒/mi2） 人種別人口構成 - 白人: 97.64% - アフリカン・アメリカン: 0.39% - ネイティブ・アメリカン: 0.32% - アジア人: 0.28% - その他の人種: 0.11% - 混血: 1.27% - ヒスパニック・ラテン系: 0.92% 年齢別人口構成 - 18歳未満: 26.3% - 18-24歳: 9.3% - 25-44歳: 33.7% - 45-64歳: 21.2% - 65歳以上: 9.4% - 年齢の中央値: 34歳 - 性比（女性100人あたり男性の人口） - 総人口: 101.8 - 18歳以上: 100.1 | 世帯と家族（対世帯数） - 18歳未満の子供がいる: 34.9% - 結婚・同居している夫婦: 50.8% - 未婚・離婚・死別女性が世帯主: 9.9% - 非家族世帯: 33.8% - 単身世帯: 24.6% - 65歳以上の老人1人暮らし: 8.9% - 平均構成人数 - 世帯: 2.54人 - 家族: 3.06人 収入と家計 - 収入の中央値 - 世帯: 49,286米ドル - 家族: 51,371米ドル - 性別 - 男性: 35,750米ドル - 女性: 26,378米ドル - 人口1人あたり収入: 19,710米ドル - 貧困線以下 - 対人口: 6.7% - 対家族数: 7.6% - 18歳未満: 5.8% - 65歳以上: 21.8% |

## 見どころ
- レイモンド歴史協会 & 博物館[5]